# Bercher
Bercher ist eine politische Gemeinde im Distrikt Gros-de-Vaud des Kantons Waadt in der Schweiz.

## Geographie

Historisches Luftbild von Werner Friedli von 1963

Bercher liegt auf 637 m ü. M., 20 km nördlich der Kantonshauptstadt Lausanne (Luftlinie). Das Haufendorf erstreckt sich auf dem Hochplateau des nordöstlichen Gros de Vaud, westlich des tief eingeschnittenen Tals der Mentue, im Waadtländer Mittelland.
Die Fläche des 4,3 km² grossen Gemeindegebiets umfasst einen Abschnitt des Gros de Vaud, der Kornkammer des Kantons Waadt. Der grösste Teil des Gemeindebodens wird vom etwas mehr als 1 km breiten Hochplateau von Bercher eingenommen, das im Süden auf dem Hügel La Chavanne mit 668 m ü. M. den höchsten Punkt erreicht. Das Plateau wird im Osten durch das rund 100 m tiefe, in die Molasseschichten eingeschnittene bewaldete Tal der mittleren Mentue begrenzt, während die westliche Grenze entlang des Baches Foirause verläuft. Ganz im Süden erstreckt sich das Gebiet bis in den Wald Béta. Von der Gemeindefläche entfielen 1997 14 % auf Siedlungen, 26 % auf Wald und Gehölze und 60 % auf Landwirtschaft.
Zu Bercher gehören die Siedlung Le Martinet (559 m ü. M.) an der Mentue unterhalb des Dorfes sowie einige Einzelhöfe. Die Nachbargemeinden von Bercher sind im Südwesten Fey, im Westen Rueyres, im Norden Oppens, im Nordosten Ogens, im Osten Montanaire und im Südosten Boulens.

## Bevölkerung

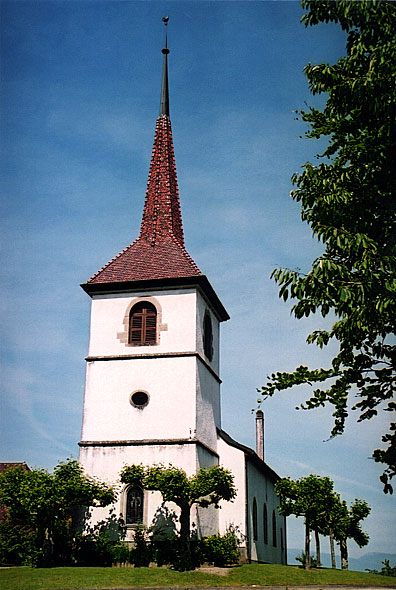
Kirche von Bercher

Mit 1329 Einwohnern (Stand 31. Dezember 2023) gehört Bercher zu den kleineren Gemeinden des Kantons Waadt. Von den Bewohnern sind 92,1 % französischsprachig, 3,4 % deutschsprachig und 1,4 % portugiesischsprachig (Stand 2000). Die Bevölkerungszahl von Bercher belief sich 1850 auf 329 Einwohner, 1900 auf 524 Einwohner. Nachdem die Bevölkerung bis 1960 auf 407 Personen abgenommen hatte, wurde eine rasante Bevölkerungszunahme mit einer Verdoppelung der Einwohnerzahl innerhalb von 40 Jahren beobachtet.

## Wirtschaft
Bercher war bis zu Beginn des 20. Jahrhunderts ein vorwiegend durch die Landwirtschaft geprägtes Dorf. Heute haben der Ackerbau, der Obstbau und die Viehzucht nur noch eine untergeordnete Bedeutung in der Erwerbsstruktur der Bevölkerung.
Seit dem 14. Jahrhundert ist eine Mühle an der Mentue nachgewiesen; bei Le Martinet befand sich eine Schmiede. Ein bedeutender wirtschaftlicher Aufschwung folgte 1880 mit der Gründung der Kondensmilchfabrik durch Nestlé, die bis 1921 in Betrieb war. Bercher wurde dadurch zu einem Regionalzentrum für Handel und Gewerbe. Heute gibt es im Dorf Betriebe des Transportgewerbes, des Gartenbaus, mechanische Werkstätten, ein Getreidezentrallager und zahlreiche kleinere Unternehmen. Bercher ist Sitz einer landwirtschaftlichen Genossenschaft.
In den letzten Jahrzehnten hat sich das Dorf auch zu einer Wohngemeinde entwickelt. Viele Erwerbstätige sind deshalb Wegpendler, die hauptsächlich im Grossraum Lausanne und in Yverdon arbeiten.

## Verkehr
Die Gemeinde ist verkehrstechnisch recht gut erschlossen. Sie liegt an einer Verbindungsstrasse von Echallens in Richtung Payerne. Am 24. November 1898 wurde der Streckenabschnitt Echallens-Bercher der Schmalspurbahn Chemin de fer Lausanne-Echallens-Bercher (LEB) in Betrieb genommen. Grund für die Verlängerung der Bahnlinie von Echallens nach Bercher war der Entwicklungsschub durch die Kondensmilchfabrik. Von der Endstation in Bercher verkehren Autobusse nach Yverdon-les-Bains und nach Thierrens.

## Geschichte

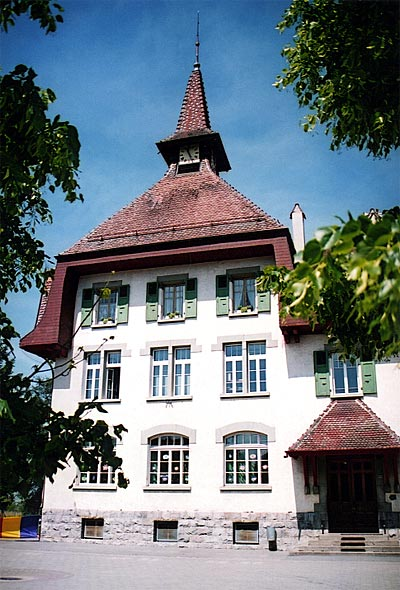
Schule von Bercher

Die frühesten Spuren auf dem Gemeindegebiet von Bercher stammen aus der Römerzeit. Die erste urkundliche Erwähnung des Ortes erfolgte 1154 unter den Namen de Berchiaco und Bergie. Später erschienen die Schreibweisen Bercie (1166), Bergi, Bergy und Berchie (1223) sowie Berchier (1453). Der Ortsname leitet sich vom Eigennamen Bercius ab.
Im Mittelalter war Bercher eine Herrschaft, welche auch die umliegenden Dörfer Fey, Rueyres und Saint-Cierges umfasste und den Herren von Cossonay unterstand. 1420 kam Bercher an den Herzog von Savoyen; dieser übergab die Herrschaft der Familie de Glérens. Später kam es zu weiteren Besitzerwechseln. Mit der Eroberung der Waadt durch Bern im Jahr 1536 kam Bercher unter die Verwaltung der Landvogtei Yverdon. Unter der Berner Herrschaft wurde Bercher 1712 zur Kastlanei erhoben, welche die niedere Gerichtsbarkeit ausübte. Nach dem Zusammenbruch des Ancien Régime gehörte das Dorf von 1798 bis 1803 während der Helvetik zum Kanton Léman, der anschliessend mit der Inkraftsetzung der Mediationsverfassung im Kanton Waadt aufging. 1798 wurde Bercher zunächst dem Bezirk Yverdon zugeteilt, wechselte 1803 zum Bezirk Moudon und kam schliesslich 1960 zum Bezirk Echallens.

## Sehenswürdigkeiten
Seit dem 12. Jahrhundert ist die Pfarrkirche von Bercher erwähnt, die dem Priorat Saint-Maire in Lausanne gehörte. Die ausserhalb des Dorfes beim Schloss stehende Kirche wurde 1724 umgestaltet. Das Schloss war einst Sitz der Herren von Bercher. Der heutige Bau stammt vom ausgehenden 17. Jahrhundert und ist heute ein stattlicher Bauernhof mit grossem Wirtschaftsgebäude. Im alten Ortskern sind einige charakteristische Bauernhäuser aus dem 18. und 19. Jahrhundert erhalten.